# Clux-Villeneuve
Clux-Villeneuve és un municipi nou francès, situat al departament de Saona i Loira i a la regió de Borgonya-Franc Comtat. L'any 2015 tenia 340 habitants.
L'1 de gener de 2015, es crea aquest municipi nou per la fusió de Clux i La Villeneuve, que es converteixen en municipis delegats. El seu administratiu és La Villeneuve.